# Чернышёв, Сергей Леонидович
Сергей Леонидович Чернышёв (род. 15 мая 1955) — советский и российский учёный в области аэродинамики, один из руководителей ЦАГИ: директор (2007—2009), исполнительный директор (до 2015), генеральный директор (2015—2018). Академик Российской академии наук (2016), вице-президент РАН (с 22 сентября 2022 года).

## Биография

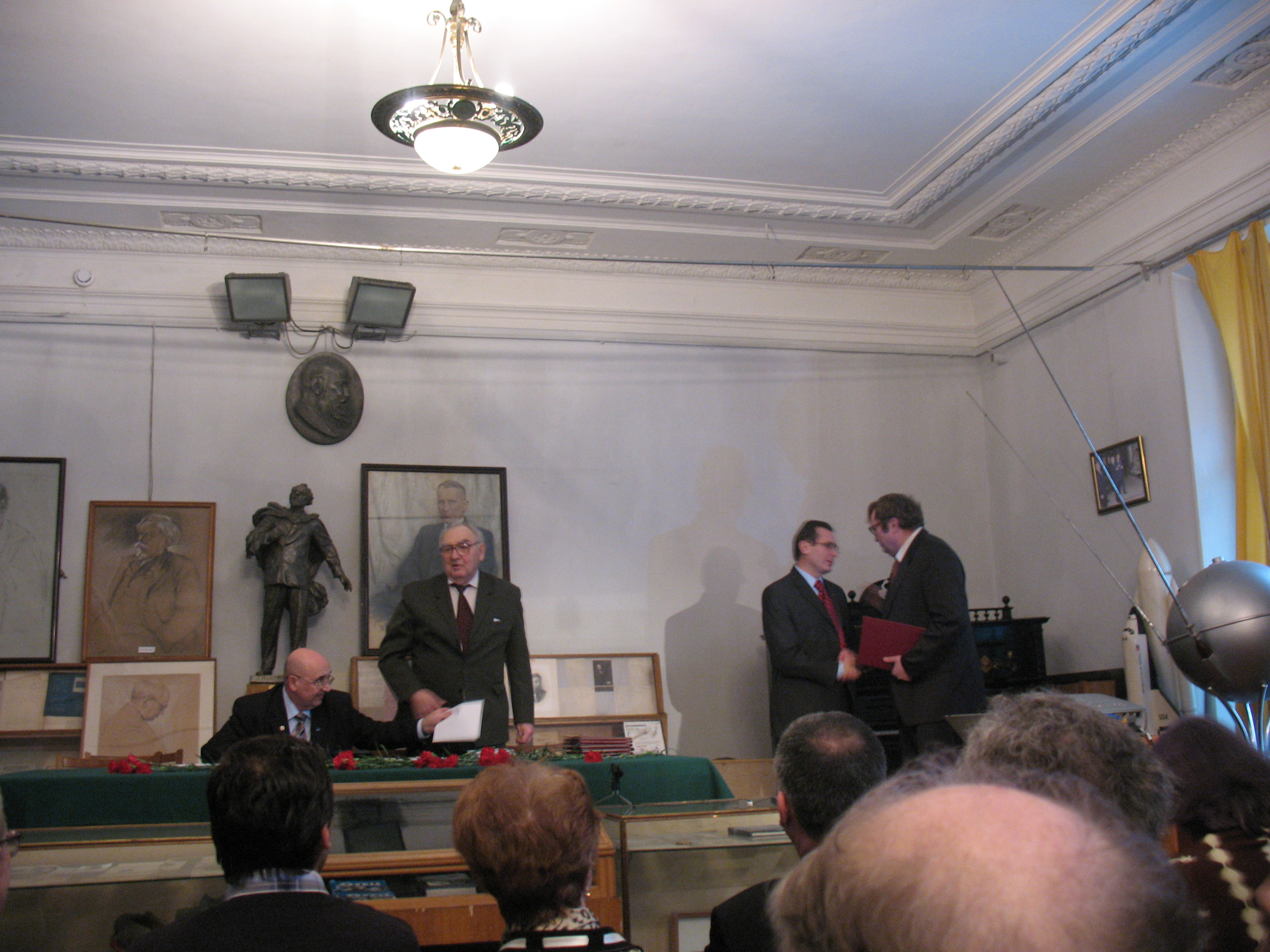
Вручение премии имени Н. Е. Жуковского.
Музей Жуковского, 2009 год.
На сцене, слева-направо: В. Г. Дмитриев, А. П. Красильщиков, С. Л. Чернышёв, И. И. Липатов

В 1978 году окончил, с отличием, МФТИ и начал работу в ЦАГИ в области аэродинамики самолёта. Кандидат физико-математических наук (1981).
С 1988 по 1992 год преподавал на факультете аэродинамики и летательной техники МФТИ, был заместителем декана, в настоящее время — научный руководитель факультета аэромеханики и летательной техники (ФАЛТ) МФТИ, заведующий кафедрой «Физика полёта». Член попечительского совета ФАЛТ МФТИ и член Международного комитета профессиональной аэрокосмической ассоциации АІАА, а также вице-президент Европейского совета по аэрокосмическим наукам.
Окончил школу руководителей при Министерстве авиационной промышленности (1989), курс по топ-менеджменту при Школе делового управления Мичиганского университета (1995).
С 1989 года занимался организацией контактов ЦАГИ с иностранными организациями. С 1998 года — заместитель директора ЦАГИ по внешнеэкономической деятельности, вёл работу по развитию контактов с зарубежными фирмами.
В 2006 году защитил докторскую диссертацию на тему «Разработка методов расчета и решения проблемы минимизации звукового удара при сверхзвуковом полете самолета в неоднородной атмосфере». 9 ноября 2007 года назначен директором ЦАГИ. С 1 декабря 2009 года работал в должности исполнительного директора ЦАГИ. В настоящее время занимает должность научного руководителя ЦАГИ.
В 2010 году присвоено звание профессора. 28 октября 2016 года избран академиком РАН по Отделению энергетики, машиностроения, механики и процессов управления.
С 2007 года является председателем совета директоров города Жуковского.

## Научные интересы
Разработал новые направления теории звукового удара, методы его расчёта и минимизации; выявлены основные законы влияния на звуковой удар формы летательного аппарата (ЛА), режима полёта и состояния атмосферы; разработаны новые компоновки сверхзвуковых самолётов, сочетающие высокое аэродинамическое качество с низким уровнем звукового удара;
Разработал новые методы расчёта аэродинамических характеристик ЛА.
Проведены исследования по управлению обтеканием, в том числе, по активной и естественной ламинаризации, по созданию перспективных схем ЛА с высокой степенью интеграции и аэродинамического совершенства, по развитию экспериментальной базы.
Осуществляет научное руководство комплексными исследованиями ЦАГИ по созданию до-, сверх- и гиперзвуковых ЛА нового поколения, объектов ракетно-космической техники; по созданию перспективного ЛА с гиперзвуковым прямоточным воздушно-реактивным двигателем.

## Награды
- Орден Александра Невского (2024)[4]
- Орден Дружбы (2011)[5]
- Медаль ордена «За заслуги перед Отечеством» II степени (1998)[6]
- Премия Правительства РФ в области науки и техники (2012),
- Премия имени профессора Н. Е. Жуковского — за учебное пособие по авиационным дисциплинам «Введение в специальность. Аэродинамические аспекты безопасности полёта» (2014, совм. с Афанасьевой Л. А., Хлопковым Ю. И.)[7]
- Премия имени академика Г. И. Петрова РНКТПМ — за выдающиеся работы в области теории гидродинамической устойчивости и турбулентности (2014, совм. с Киселёвым А. Ф., Курячим А. П.)
- Почётный гражданин города Жуковского[8][9]
- Орден «За заслуги» (2012, Франция)[10][11]
- Aviation Week & Space Technology Laurels Award (2001) — за значительный вклад в авиакосмическую отрасль по итогам 2000 года[11]
- ICAS[12] Daniel and Florence Guggenheim Award (2014) — за выдающийся личный вклад в развитие аэронавтики[11][13]